# میدوری ایتو
میدوری ایتو (ژاپنی: 伊藤みどり؛ انگلیسی: Midori Ito؛ زادهٔ ۱۳ اوت ۱۹۶۹) اسکیت‌باز نمایشی بازنشستهٔ اهل ژاپن است. او قهرمان جهان در سال ۱۹۸۹ و دارندهٔ مدال نقرهٔ المپیک زمستانی ۱۹۹۲ است.
میدوری ایتو نخستین زنی است که موفق به اجرای حرکت تریپل اکسل و فرود در حرکت ترکیبی پرش تریپل‌تریپل در مسابقات رسمی شده‌است. او همچنین نخستین زنی بود که حرکت تریپل جامپ را هفت بار در در بخش اسکیت آزاد المپیک زمستانی ۱۹۸۸ انجام داد.